# Берман, Оливер
Оливер Джеймс Берман (англ. Oliver James Bearman; род. 8 мая 2005, Челмсфорд, Восточная Англия) — британский автогонщик. В сезоне 2024 года выступает в Формуле-2 за команду Prema Racing.
В сезоне 2023 года выступал в Формуле-2 за команду Prema Racing. Чемпион Итальянской Формулы-4 в сезоне 2021 года и чемпион ADAC Формула-4 в сезоне 2021 года. Член молодёжной программы Ferrari. В чемпионате Формулы-3 в сезоне 2022 года закончил сезон на третьем месте, отстав от победителя Виктора Мартена на семь очков. 9 марта 2024 года дебютировал в Формуле-1, приехал на 7-е место и заработал 6 очков.

## Карьера

### Картинг
Начал заниматься картингом в 2013 году, когда участвовал в чемпионате картинг-клуба Трент-Вэлли, своего местного картинг-клуба. Затем перешел на участие в национальном чемпионате Super 1, где ему удалось занять второе место в 2016 и 2017 годах соответственно, выступая в категории кадетов. Затем британец выиграл Гран-при Великобритании Kartmasters в 2017 году, а в 2019 году Берман уверенно завершил свою картинговую карьеру победой в международном финале IAME, евросерии IAME и зимнем кубке IAME.

### Младшие формулы

#### 2020 год
В сезоне 2020 года Берман дебютировал в чемпионате ADAC Формула-4 за команду US Racing, а также участвовал в трёх этапах итальянской Формулы-4. Его выступления в немецкой серии началась с регулярных попаданий в очковую зону на первых двух этапах, прежде чем одержал свою дебютную победу на Хоккенхаймринге. Затем Берман поднялся ещё на два пьедестала почёта, на Нюрбургринге и в Ошерслебене соответственно, и занял седьмое место в турнирной таблице, опередив товарища по команде новичка Владислава Ломко, но уступив лучшему новичку и товарищу по команде Тиму Трамницу. В своих выступлениях на чемпионате Италии британец завоевал в общей сложности два пьедестала почёта, один из которых стал победой в гонке в Валлелунге, в результате чего Берман финишировал десятым в итоговых результатах.

#### 2021 год
В сезоне 2021 года Берман перешёл в Van Amersfoort Racing, чтобы выполнять двойные обязанности в чемпионатах Германии и Италии Формулы-4. В итальянской серии британец начал свой сезон с третьего места на трассе Поль Рикар. После ещё одного подиума в том же раунде Берман поднялся на подиум и выиграл серию подиумов и побед, которые продлились девять и семь гонок соответственно. Среди них две победы в Мизано, хет-трик на трассе Валлелунга и две победы в Имоле. Однако дисквалификация из третьей гонки в Имоле из-за неисправности двигателя означала, что Берман прервал свою серию побед, хотя и выиграл изначально эту гонку. Не испугавшись, Берман одержал свою восьмую победу в сезоне в следующей гонке на Ред Булл Ринге, а затем поднялся на ещё один подиум во второй гонке. На предпоследнем этапе сезона Берман выиграл титул, заняв десятое место в третьей гонке, что сделало чемпионство недосягаемым для его ближайшего соперника Тима Трамница.
В немецком чемпионате Берман одержал шесть побед и после продолжавшейся в течение сезона битвы с Трамницем завоевал титул в финале сезона на Нюрбургринге, что сделало его первым гонщиком, завоевавшим два титула подряд в Формуле 4 за один год.
В сентябре 2021 года в награду за два титула в Формуле-4 Берман был номинирован на премию Autosport BRDC. Кроме того, в декабре 2021 года Берман был награжден премией имени Генри Сёртиса за самое выдающееся выступление восходящей звезды BRDC.

### Британская Формула-3
Наряду со своими обязанностями в Формуле-4, Берман участвовал в чемпионате BRDC British Formula 3 с Fortec Motorsports, в партнерстве с Роберто Фариа и Миккелем Грундтвигом. Он начал свой сезон удачно, завоевав два вторых места в первых двух гонках в Брэндс-Хэтче. Пропустив следующие три этапа, чтобы сосредоточиться на своих выступлениях в Формуле-4, Берман вернулся на трассу Snetterton Circuit, где выиграл первую гонку, а затем квалифицировался на поул-позиции в первой гонке в Сильверстоуне. Однако его шансы на победу сократились после прокола переднего левого колеса на втором круге, а это означало, что второе место во второй гонке стало лучшим результатом этого этапа.

### Формула-3
31 октября 2021 года было объявлено, что Берман примет участие в постсезонных тестах Формулы-3 за команду Prema Racing вместе с Яком Кроуфордом, Артуром Леклером и Полом Ароном. В конце года было объявлено, что Берман будет выступать за Prema Racing в сезоне Формулы-3 2022 года вместе с Кроуфордом и Леклером.
Берман начал свой сезон, контролируя первую гонку года в Бахрейне, и хотя он пересёк финишную черту на первом месте, ему был дан штраф за множественные нарушения ограничений трассы, что в итоге понизило его в финальном протоколе до второго места после Исаака Хаджара. За шестым местом в основной гонке последовало разочаровывающее событие в Имоле: там, ему было отказано в финише по очкам в первой гонке из-за вращения, которое произошло как прямой результат того, что товарищ по команде Леклер вытолкнул его в гравий, Берман боролся за то, чтобы остаться на третьем месте ближе к концу воскресной гонки. На последнем круге британец столкнулся с Грегуаром Соси в предпоследнем повороте, в результате чего швейцарец выбыл из гонки, а Берман опустился с четвёртого места на 17-е после окончания гонки. Следующий этап прошёл более спокойно, так как пятое место в воскресенье стало лучшим результатом британца на тот момент.
Берман будет набирать форму на следующих трёх этапах, поскольку он финишировал третьим во всех трех основных гонках: Сильверстоун, где он сражался со своим соотечественником Заком О’Салливаном за второе место, Ред Булл Ринг, где Берман сохранял свою позицию от старта до финиша, и Хунгароринг, которому было отказано во втором месте на долю секунды. В Спа-Франкоршам, первом событии после летнего перерыва, Берман смог пробиться вперед во время первых кругов спринтерской гонки, стартовав с пятого места, и одержал свою первую победу в категории, несмотря на появления машины безопасности и прерывание красного флага, мешающее его гонке. На следующий день Оливер снова финишировал третьим в специальной гонке, обогнав на последнем круге Оливера Гёте. Неудача последовала в Зандворте, когда красный флаг помешал Берману пройти квалификацию, в результате чего британец оказался на стартовой решетке 14-м. Во время специальной гонки штраф за столкновение с О’Салливаном означал, что Берман не добавит ему очков. Невзирая на свои незначительные шансы на титул в финале сезона в Монце, Берман финишировал вторым в спринтерской гонке благодаря двойному обгону Джонни Эдгара и Кайо Коллета в первой шикане. Он продолжил свою борьбу в воскресенье, борясь за лидерство с Зейном Мэлони, прежде чем красный флаг преждевременно завершил гонку, что означало, что Берман финишировал третьим в турнирной таблице, отставая от чемпиона Виктора Мартинса всего на семь очков. Несмотря на сожаление по поводу «всех гонок, в которых [он] без необходимости терял очки», британец утверждал, что был счастлив финишировать третьим в чемпионате.

### Формула-2
14 ноября 2022 года Берман был объявлен гонщиком команды Prema Racing на чемпионате Формулы-2 2023 года в партнёрстве с юниором Mercedes Фредериком Вести. Он начал свой сезон в Бахрейне с 12-го места в квалификации, но не смог показать хороший результат в спринтерской гонке, заняв 15-е место. Воспользовавшись хаосом на первом круге в специальной гонке, Оливер рано поднялся на четвёртое место. Тем не менее, деградация шин оказалась решающим фактором, поскольку он был одним из первых, кто заехал на пит-лейн, и впоследствии потерял много позиций, заняв разочаровывающее 14-е место. В Джидде британец квалифицировался вторым, превзойдя результат в свободной тренировке. Однако его спринтерская гонка закончилась после того, как Тео Пуршер поздно затормозил и врезался в него, что положило конец обеим гонкам. В основной гонке Берман сразился с Виктором Мартинсом на раннем этапе после того, как захватил лидерство на старте. Однако позже Берман развернулся сам по себе, и впоследствии он потерял ещё больше позиций, в конечном итоге заняв десятое место.
Берман финишировал шестым в квалификации в Мельбурне, несмотря на раннюю аварию. В спринтерской гонке, где он сражался со многими соперниками, он занял седьмое место. Однако в основной гонке гонка для Оливера закончилась, когда он столкнулся с Исааком Хаджаром в боксах, получив прокол. Ему снова пришлось заехать на пит-лейн, а позже он вылетел в гравий, заняв 17-е место. Молодой британец показал хороший результат на следующем этапе, завоевав свою первую победу в Формуле-2 в спринтерской гонке в Баку. Берман завоевал поул-позицию в квалификационной сессии в пятницу при драматических обстоятельствах, сумев установить быстрый круг, несмотря на то что всего за несколько минут до окончания сессии его руль оказался слегка повернутым вправо. Он начал гонку с 9-го места на обратной стартовой решётке после того, как Пуршер получил штраф после квалификации.
Отыграв множество позиций, опередив своих соперников и установив несколько быстрых кругов, он воспользовался хаотическими обстоятельствами гонки. На заключительном этапе спринтерской гонки лидеры Деннис Хаугер, Виктор Мартинс и Джехан Дарувала вылетели в первом повороте из-за позднего выхода машины безопасности на трассу. Обогнав скопление машин, Берман воспользовался ошибкой товарища по команде Вести и вышел вперед, прежде чем гонка была снова нейтрализована. Он стал вторым самым молодым победителем гонки в истории Формулы-2 после Тео Пуршера. В закрытом парке Бермана поздравили руководитель команды Scuderia Ferrari Фредерик Вассёр и спортивный директор Лоран Мекис, после чего к Берману присоединились на подиуме Вести и гонщик Hitech Pulse-Eight Джек Кроуфорд. На следующий день, в воскресной гонке, Берман одержал победу и стал девятым гонщиком в истории GP2 и Формулы 2, сделавшим дубль, и только четвёртым среди новичков.
У него был разочаровывающий гоночный уик-энд в Монако: Берман сошёл с дистанции на 23-м круге спринтерской гонки из-за проблем с подвеской; в основной гонке Оливер финишировал 11-м, несмотря на несколько обгонов и хорошую стратегию, он не набрал очков.
Тем не менее, он сохранил свою хорошую форму, завоевав поул-позицию в Барселоне в специальной гонке в воскресенье. Он занял 7-е место в спринтерской гонке в субботу, а его напарник по команде Вести победил. В основной гонке ему удалось остаться впереди на старте и продлить свой первый отрезок до 14-го круга. Он вышел на 3,5 секунды впереди пилота Carlin Энцо Фиттипальди, который квалифицировался вторым, но к концу круга отставание сократилось до полсекунды из-за его новых шин. Он чисто обогнал несколько машин, которым еще предстояло заехать на пит-лейн, и, несмотря на гораздо более быстрый темп Вести и Мартинса на более свежих шинах к концу гонки, Берман остался вне досягаемости и одержал свою третью победу в гонке в сезоне. Эта победа подняла Бермана на 4-е место в личном зачете с 70 очками, отставая от лидера чемпионата Вести на 40.

### Формула-1
В октябре 2021 года Берман был назван одним из финалистов мирового финала академии гонщиков Ferrari. В следующем месяце было подтверждено, что Оливер присоединится к Академии вместе с чемпионом по картингу Рафаэлем Камара.
Берман дебютировал в Формуле-1, приняв участие в первой свободной тренировке на Гран-при Мехико 2023 года.
8 марта 2024 года стало известно, что Берман заменит Карлоса Сайнса, попавшего в больницу с аппендицитом, в роли основного пилота Феррари на этапе в Саудовской Аравии. Берман принял участие в третьей свободной тренировке и квалификации в тот же день, и на следующий день дебютировал в Гран-при, заняв 7-е место.
6 сентября этого же года стало известно, что Берман заменит Кевина Магнусена, выступавшего за Haas на Гран-при Азербайджана. Кевин был вынужден пропустить гонку из-за перебора штрафных баллов.
В 2025 году Олли Берман официально принимает участие в Формуле-1 в качестве пилота команды Haas.

## Результаты выступлений

### Формула-1
| Легенда к таблице |                                                                    |
| --- | ------------------------------------------------------------------ |
| В таблице перечислены результаты всех Гран-при Формулы-1, в которых принимал участие гонщик. Строками таблицы являются сезоны, столбцами — этапы чемпионата мира. В каждой клетке указаны сокращённое название этапа и результат, дополнительно обозначенный цветом. Расшифровка обозначений и цветов представлена в нижеследующей таблице. |                                                                    |
| \| Пример \| Описание \| \| ------------ \| ------------------------------------------------------------------ \| \| 1 \| Победитель \| \| 2 \| Второе место \| \| 3 \| Третье место \| \| 5 \| Финишировал, заработав очки \| \| Сход \| Не финишировал, но при этом заработал очки \| \| 12 \| Финишировал, не получив очков \| \| НКЛ \| Финишировал, но не попал в финальную классификацию \| \| 15 \| Участвовал вне зачёта, либо по отдельной классификации \| \| 18 \| Не финишировал, но попал в финальную классификацию \| \| Сход \| Не финишировал \| \| НКВ \| Не прошёл квалификацию \| \| НПКВ \| Не прошёл предквалификацию \| \| ДСК \| Дисквалифицирован \| \| ИСК \| Исключён из протокола соревнований \| \| ТТ \| Заявлен для участия только в тренировках \| \| НС \| Участвовал в квалификации, но не стартовал в гонке \| \| Т \| Травмирован или болен \| \| ОТК \| Отказ от участия \| \| НТР \| Прибыл на соревнования, но на трассу не выезжал \| \| НПР \| Был заявлен в числе участников, но не прибыл к началу соревнований \| \| О \| Соревнования отменены \| \| \| Не участвовал \| \| Поул-позиция \| \| \| Быстрый круг \| \| |                                                                    |
| Пример | Описание                                                           |
| 1 | Победитель                                                         |
| 2 | Второе место                                                       |
| 3 | Третье место                                                       |
| 5 | Финишировал, заработав очки                                        |
| Сход | Не финишировал, но при этом заработал очки                         |
| 12 | Финишировал, не получив очков                                      |
| НКЛ | Финишировал, но не попал в финальную классификацию                 |
| 15 | Участвовал вне зачёта, либо по отдельной классификации             |
| 18 | Не финишировал, но попал в финальную классификацию                 |
| Сход | Не финишировал                                                     |
| НКВ | Не прошёл квалификацию                                             |
| НПКВ | Не прошёл предквалификацию                                         |
| ДСК | Дисквалифицирован                                                  |
| ИСК | Исключён из протокола соревнований                                 |
| ТТ | Заявлен для участия только в тренировках                           |
| НС | Участвовал в квалификации, но не стартовал в гонке                 |
| Т | Травмирован или болен                                              |
| ОТК | Отказ от участия                                                   |
| НТР | Прибыл на соревнования, но на трассу не выезжал                    |
| НПР | Был заявлен в числе участников, но не прибыл к началу соревнований |
| О | Соревнования отменены                                              |
| | Не участвовал                                                      |
| Поул-позиция |                                                                    |
| Быстрый круг |                                                                    |

| Сезон | Команда                | Шасси         | Двигатель               | Ш | 1      | 2     | 3      | 4      | 5      | 6        | 7        | 8      | 9      | 10       | 11     | 12       | 13       | 14       | 15  | 16  | 17     | 18  | 19       | 20       | 21     | 22       | 23  | 24  | Место | Очки |
| ----- | ---------------------- | ------------- | ----------------------- | - | ------ | ----- | ------ | ------ | ------ | -------- | -------- | ------ | ------ | -------- | ------ | -------- | -------- | -------- | --- | --- | ------ | --- | -------- | -------- | ------ | -------- | --- | --- | ----- | ---- |
| 2023  | Haas F1 Team           | Haas VF-23    | Ferrari 066/10 1,6 V6T  | P | БАХ    | САУ   | АВС    | АЗЕ    | МАЙ    | МОН      | ИСП      | КАН    | АВТ    | ВЕЛ      | ВЕН    | БЕЛ      | НИД      | ИТА      | СИН | ЯПО | КАТ    | США | МЕХ тест | САП      | ЛАС    | АБУ тест |     |     | —     | —    |
| 2024  | Scuderia Ferrari       | Ferrari SF-24 | Ferrari 066/12 1,6 V6T  | P | БАХ    | САУ 7 | АВС    | ЯПО    | КИТ    | МАЙ      |          |        |        |          |        |          |          |          |     |     |        |     |          | МЕХ тест |        |          |     |     | 18    | 7    |
| 2024  | Haas F1 Team           | Haas VF-24    | Ferrari 066/10 1,6 V6T  | P |        |       |        |        |        |          | ЭМИ тест | МОН    | КАН    | ИСП тест | АВТ    | ВЕЛ тест | ВЕН тест | БЕЛ      | НИД | ИТА | АЗЕ 10 | СИН | США      |          | САП 12 | ЛАС      | КАТ | АБУ | 18    | 7    |
| 2025  | MoneyGram Haas F1 Team | Haas VF-25    | Ferrari 066/12 1,6 V6 t | P | АВС 14 | КИТ 8 | ЯПО 10 | БАХ 10 | САУ 13 | МАЙ Сход | ЭМИ 17   | МОН 12 | ИСП 17 | КАН 11   | АВТ 11 | ВЕЛ 11   | БЕЛ 11   | ВЕН Сход | НИД | ИТА | АЗЕ    | СИН | США      | МЕХ      | САП    | ЛАС      | КАТ | АБУ | 19*   | 8*   |

* Сезон продолжается.

### Комментарии
1. ↑  Получил дополнительные два очка за седьмое место в спринте.